# Reiyūkai

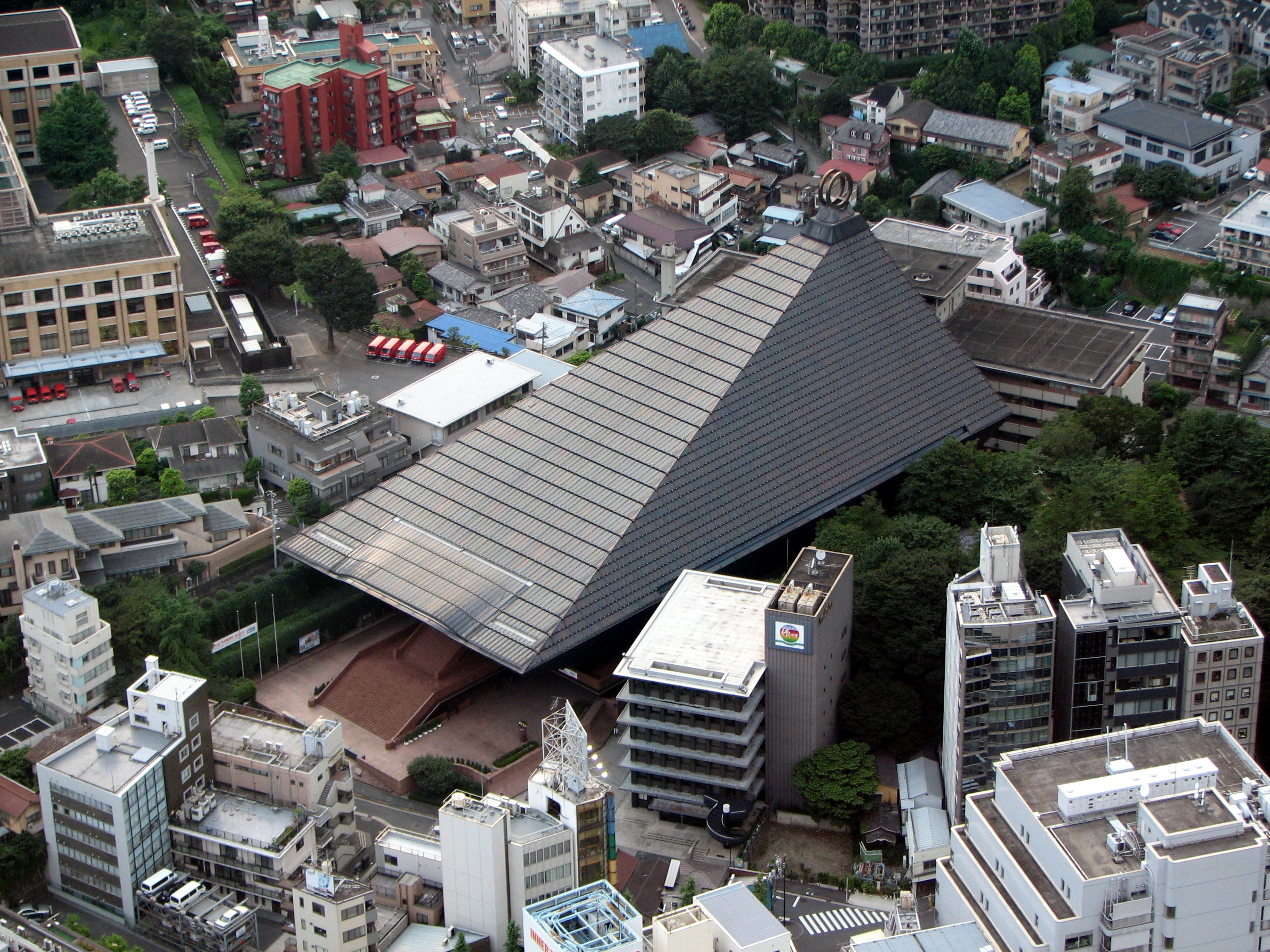
Haupthalle der Reiyūkai vom Tokyo Tower aus gesehen

Reiyūkai (japanisch 霊友会, dt. „Gesellschaft der Freunde der Geister“) ist der Name einer aus der Nichiren-Bewegung hervorgegangenen neureligiösen Erscheinung des japanischen Buddhismus, die im Jahr 1925 von Kakutarō Kubo (1892–1944), seinem Bruder Yasukichi Kotani (1885–1929) und dessen Frau Kimi Kotani (1901–1971) gegründet wurde.
Die als Laiengemeinschaft organisierte Gemeinschaft verehrt das Lotus-Sutra (jap. Hokke-kyō) als den höchsten Ausdruck der buddhistischen Botschaft. In ihrer Praxis bewahrt sie zudem gewisse Aspekte der altjapanischen Religion des Shintō, legt Wert auf die Ahnenverehrung, ist aber auch sozial und karitativ engagiert.
Aus der Reiyūkai ging 1938 die (größere) Risshō Kōseikai hervor. Nach dem Zweiten Weltkrieg wurde sie überdies zur Basis weiterer neureligiöser Bewegungen in Japan.
Die Reiyūkai zählt etwa 2 bis 3 Millionen Anhänger.

## Abspaltungen
Aus der Reiyūkai gingen die folgenden Gesellschaften hervor. Das Jahr in Klammern ist das Gründungsjahr. Die deutschen Übersetzungen basieren auf den japanischen Namen der Gesellschaften und sind nicht deren offizielle Bezeichnungen.
- Kōdō (孝道教団): Respekt gegenüber den Eltern (1935)
- Risshō Kōseikai (立正佼成会): Gesellschaft für Aufrichtung von Recht und mitmenschlichen Beziehungen (1938)
- Shishinkai (思親会): Liebe/Gefühl zu den Eltern (1938)
  - Kishinkai (希心会): Seele/Geist/Gefühl/Herz ohnegleichen (1953)
- Nihon keishin sūso jishū-dan (日本敬神崇祖自修団): Japanische Selbststudiumgruppe zum Respekt gegenüber den Ahnen (1947)
  - Fumyōkai (普明会教団): Gesellschaft der universellen Weisheit (1949)
- Reihōkai (霊法会): Buddhistische Messe für Seele/Geist (1950)
- Myōchikai (妙智会): Gesellschaft für ungewöhnliche Weisheiten (1950)
- Bussho-Gonenkai (佛所護念会) (1950)
- Hosshishū (法師宗): Priestersekte (1950)
- Myōdōkai (妙道会): Gesellschaft für ungewöhnliche Wege (1951)
- Daieikai (大慧會教団): Große weise Gesellschaft (1951)
- Seigikai (正義会教団): Gesellschaft für Recht/Gerechtigkeit (1951)
- Zaike bukkyō kokoro no kai (在家仏教こころの会): Gesellschaft des Geistes/Herzens Buddhistischer Laien (2004)